# Гемтузумаб озогаміцин
Гемтузумаб озогаміцин (англ. Gemtuzumab ozogamicin, лат. Gemtuzumabum ozogamicin) — синтетичний препарат, який є людським моноклональним антитілом до CD33, та є кон'югатом антитіла з лікарським засобом, що розроблений для лікування гострого мієлобластного лейкозу, який застосовується внутрішньовенно. Гемтузумаб озогаміцин розроблявся у співпраці компаній «Celltech» і «Wyeth» з 1991 року, після входження компаній до складу компанії «Pfizer» саме ця компанія з 2009 року займається дослідженнями та маркетингом препарату.

## Фармакологічні властивості
Гемтузумаб озогаміцин — синтетичний лікарський препарат, який є гуманізованим (від миші) моноклональним антитілом до CD33, зв'язаний із протипухлинним препаратом каліхеаміцином. Механізм дії препарату полягає у зв'язуванні комплексу з пухлинними клітинами, що експресують антиген CD33, та з подальшим внутрішньоклітинним вивільненням N-ацетил-гамма-каліхеаміцин диметилгідразиду, активація якого індукує дволанцюгові розриви ДНК пухлинних клітин, наслідком чого є зупинка клітинного циклу та апоптотична загибель пухлинних клітин. Гемтузумаб застосовується для лікування гострого мієлобластного лейкозу, як і в комбінації з даунорубіцином і цитарабіном, так і як монотерапію, і в клінічних дослідженнях препарату спостерігалося збільшення виживання хворих при застосуванні гемтузумабу, хоча й спостерігалось збільшення випадків венооклюзійної хвороби печінки та загальне збільшення смертності внаслідок токсичності препарату, не пов'язаної з перебігом хвороби.

### Фармакокінетика
Гемтузумаб озогаміцин відносно повільно розподіляється в організмі після ін'єкції, але швидко метаболізується до активних похідних. Біодоступність препарату після внутрішньовенного застосування становить 100 %. Гемтузумаб озогаміцин майже повністю (на 97 %) зв'язується з білками плазми крові Метаболізм препарату достеменно не вивчений, найімовірніше гемтузумаб озогаміцин метаболізується в ретикулоендотеліальній системі до амінокислот та пептидів. Шляхи виведення препарату з організму достеменно не встановлені. Період напіввиведення гемтузумабу озогаміцину з організму становить після першого введення 62 години, при повторних введеннях зростає до 90 годин, даних за зміни цього часу при печінковій або нирковій недостатності немає.

## Показання до застосування
Гемтузумаб озогаміцин застосовують у складі комбінованої терапії або як монотерапію при вперше діагностованому CD33-позитивному гострому мієлобластному лейкозі у хворих віком від 1 місяця, та при рецидивуючому або рефрактерному CDЗЗ-позитивного гострому мієлобластному лейкозі у хворих віком від 2 років.

## Побічна дія
При застосуванні гемтузумабу озогаміцину найчастішими побічними ефектами є:
- Алергічні реакції та з боку шкіри та шкірних покривів — гарячка, шкірний висип.
- З боку травної системи — біль у животі, діарея, нудота, блювання, шлунково-кишкова кровотеча, порушення функції печінки, запор, зниження апетиту, нейтропенічний коліт.
- З боку нервової системи — головний біль.
- З боку дихальної системи — грибкові та бактеріальні інфекції дихальних шляхів, інтерстиційна пневмонія, набряк легень.
- З боку серцево-судинної системи — венооклюзійна хвороба печінки, кровотечі, артеріальна гіпотензія, тахікардія.
- Зміни в лабораторних аналізах — гіпокаліємія, гіпонатріємія, нейтропенія, лейкопенія, тромбоцитопенія, анемія, підвищення рівня білірубіну, підвищення активності ферментів печінки.
- Інші побічні ефекти — геморагічний цистит, інфузійні реакції, швидка втомлюваність, інфекційні ускладнення, в тому числі сепсис.

## Протипоказання
Гемтузумаб озогаміцин протипоказаний при застосуванні при підвищеній чутливості до препарату, у віці до 1 місяця, при вагітності та годуванні грудьми.

## Форми випуску
Гемтузумаб озогаміцин випускається у вигляді порошку для приготування розчину для інфузій у флаконах по 4,5 мг.